# Empoisonnement au xénon
Dans un réacteur nucléaire, l'empoisonnement au xénon est le phénomène de production et d'accumulation du xénon 135, un puissant absorbeur de neutron, étouffant la réaction nucléaire d'un réacteur à l'arrêt, ou provoquant des oscillations de puissance dans les réacteurs de grande taille.
Ce phénomène est un des facteurs ayant conduit à l'accident de Tchernobyl.

## La chaîne Xe

### Production du xénon 135

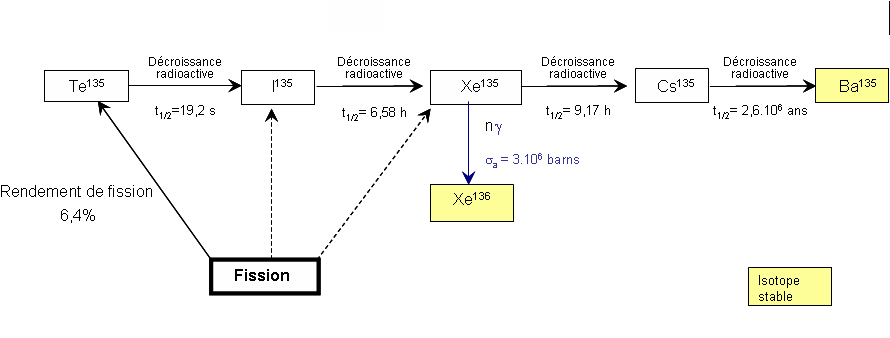
Chaine xénon.

Le xénon 135 est un radioisotope (demi-vie : 9,2 h), qui apparaît dans les produits de fission de la fission nucléaire d'une matière fissile (matière employée pour le fonctionnement d'un réacteur nucléaire, uranium 235 ou plutonium pour les réacteurs de troisième génération).
- Le 135Xe se forme surtout indirectement, par filiation radioactive, principalement à partir de l'iode 135 de période 6,7 h[1] (lequel peut lui-même être produit par la désintégration de l'éphémère Tellure 135, voire en amont par des parents à durée de vie encore plus brève, sans intérêt pour le fonctionnement d'un réacteur nucléaire).
- Pour mémoire, le 135Xe peut apparaître aussi de manière marginale comme produit de fission direct, avec un rendement de fission de 0,4 % pour l'uranium 235.

Dans la fission de l'uranium 235, le rendement de fission pour le poids atomique de 135 est de 6,6 % d'atomes produits par fission d'isotope fissile pour des neutrons thermiques (6,3 % pour des neutrons rapides).

### Disparition du xénon 135
Le 135Xe peut donner du césium 135, par décroissance radioactive de période 9,2 h, mais peut également donner en réacteur nucléaire du xénon 136 par capture d'un neutron, quand il est soumis à un flux neutronique. La proportion relative de ces deux consommations dépend du flux de neutrons (donc de la puissance de fonctionnement et du type de réacteur) : plus le flux est important, et moins le xénon aura le temps de se désintégrer en césium avant de capturer un neutron supplémentaire.
Par la suite, ces deux noyaux 136Xe et 135Cs sont pratiquement stables et de section efficace négligeable. Pour mémoire, le 135Cs est un produit de fission faiblement radioactif (d'une demi-vie de 2,6 millions d'années), ce qui pose d'autres problèmes pour le gérer en tant que déchet radioactif, mais il n'a pas d'incidence sur le fonctionnement d'un réacteur nucléaire.
Les conditions de fonctionnement d'un réacteur nucléaire sont proches du point où le rapport 136Xe/135Cs bascule : pour un flux neutronique en réacteur de l'ordre de 1 × 1014 n cm−2 s−1 (un peu élevé pour un réacteur de puissance, mais en-dessous d'un réacteur d'irradiation), la section efficace du 135Xe, de l'ordre de σ=2,65 × 10−18 cm2, conduit à une probabilité de capture de 2,65 × 10−4 s−1, c'est-à-dire une demi-vie par capture de l'ordre de l'heure, neuf fois plus que la demi-vie par désintégration. Les demi-vies ayant une incidence exponentielle, la capture l'emporte alors dans une proportion de 29 contre un, soit à 99,8 % : en fonctionnement dans ces conditions, la quasi-totalité du 135Xe fait l'objet d'une capture neutronique. Inversement, si le flux neutronique est dix fois moins intense (comme c'est le cas pour des réacteurs candu à pleine puissance), les deux demi-vies seront du même ordre de grandeur, et le rapport 136Xe/135Cs sera donc proche de 50 %.

### Dynamique du xénon 135
Dans un réacteur nucléaire en fonctionnement stabilisé, la quantité de xénon produit (surtout par la désintégration de l'iode 135) est asymptotiquement égale à la quantité de xénon qui disparaît (par capture neutronique, ou par désintégration) ; mais cet équilibre dépend du flux neutronique, et est très sensible à ses variations, donc aux variations de puissance du réacteur.
La dynamique du xénon en réacteur est gouvernée par les particularités suivantes :
- Le 135Xe a la plus grande section efficace connue dans le domaine des neutrons thermiques, de 2,65 × 106 barns en neutron thermique[3], ce qui en fait un poison pour l'entretien de la réaction en chaîne dans une pile atomique. Sa présence entraîne donc une perte importante de réactivité dans le réacteur, même en faible concentration : pour des flux importants, si tout le 135Xe (qui représente 6,4 % du rendement de fission) capture un neutron, le bilan neutronique de l'assemblage baissera de 6,4 % avec la présence de xénon.
- Au bilan, la vitesse de disparition du 135Xe dépend directement (au premier ordre) du flux neutronique ; mais sa vitesse de production dépend de la taille de son réservoir d'iode 135, lequel est alimenté par les produits de fission en proportion du flux neutronique, et donc dans les équations temporelles, la variation de production en xénon ne suit les variations de flux qu'au second ordre. De ce fait, l'effet d'une variation de flux dans le réacteur sera d'abord dominé par la consommation et la disparition du xénon, la production d'iode 135 et de xénon 135 ne se faisant sentir que dans un deuxième temps.
- Le réservoir d'iode 135, la principale source de xénon 135, a une demi-vie de 6,58 h, significativement plus courte que celle du xénon 135, de 9,17 h. De ce fait, à l'arrêt du réacteur, quand la disparition du xénon n'est plus dominée par la capture neutronique, l'épuisement du réservoir d'iode provoquera l'apparition d'un pic de concentration de xénon, qui ne pourra se résorber que dans un deuxième temps.

L'empoisonnement au samarium 149 (section efficace de capture = 41 140 barns) dont le père est le prométhium 149 (période = 53,08 h) suit un mécanisme similaire, si ce n'est que cet élément n'est pas radioactif : après son accumulation à l'arrêt, il ne disparaît pas ; et un minimum d'excès de réactivité est nécessaire par rapport à la situation d'équilibre pour redémarrer le réacteur, même après un arrêt prolongé. L'excès de samarium 149 par rapport à sa valeur d'équilibre disparaît lentement après redémarrage, « mangé par le flux ». Les phénomènes se déroulent beaucoup plus lentement que dans le cas du xénon et les effets en réactivité sont nettement moindres. Bien que le prométhium 149 soit présent à l'équilibre en plus grande quantité que l'iode 135 dans le réacteur, la section efficace du samarium 149 est très inférieure à celle du xénon 135 et l'anti-réactivité du samarium à l'équilibre est environ 3 fois moindre que celle du xénon 135.

## Effet du xénon sur le pilotage d'un réacteur

### Étouffement au démarrage
Au premier démarrage d'un réacteur nucléaire thermique, la concentration en 135Xe est nulle. La concentration en xénon va progressivement augmenter (si le flux neutronique est constant) jusqu'à atteindre une valeur d'équilibre au bout d'un jour ou deux. Cet empoisonnement en fonctionnement est de l'ordre de 3 000 pcm pour un réacteur REP de 900 MW.
De ce fait, après la divergence initiale, un réacteur perd progressivement sa réactivité, ce qui doit être compensé par le pilotage (soit pour un réacteur REP: levée des barres de contrôle et/ou dilution de la concentration en acide borique) faute de quoi le réacteur s'arrêtera de lui-même.
Cet effet fut découvert de manière imprévue dans le Réacteur B, premier réacteur de puissance industrielle, réalisé dans le complexe nucléaire de Hanford. Après sa divergence initiale, les opérateurs eurent la surprise de voir la puissance du réacteur chuter, et la réaction s'arrêter, le réacteur restant impossible à démarrer pendant quelques jours. Après analyse du phénomène, le problème put être corrigé, les ingénieurs concepteurs du réacteur ayant prévu des marges suffisantes pour pouvoir rajouter des éléments combustibles par rapport au plan initial, ce qui permit de restaurer la réactivité de l'ensemble en régime de fonctionnement permanent.

### Pic xénon
« Toute réduction de puissance cause un pic de xénon transitoire. Plus la réduction de puissance est faible, plus le pic est faible et plus il se produit rapidement ». Le passage brutal à un faible régime peut conduire à l'étouffement du réacteur. Le phénomène est connu en anglais sous le nom de iodine pit, dû à l'aspect de la courbe de réactivité du réacteur après un arrêt (courbe en rouge).

Perte de réactivité due à l'augmentation transitoire de la concentration en xénon après l'arrêt d'un réacteur nucléaire.

Le pic xénon est particulièrement gênant dans le cas des réacteurs de propulsion navale : une baisse importante de puissance ou un arrêt au port ou a fortiori survenant à la mer, ne devant pas conduire à rendre le réacteur donc le bâtiment indisponible. De ce fait, les réacteurs de propulsion navale doivent conserver une réserve de réactivité beaucoup plus importante qu'un réacteur civil : leur combustible est d'un enrichissement supérieur, et il ne peut pas atteindre les taux de combustion réalisés couramment pour les réacteurs civils.

#### Description du phénomène
À l'arrêt (ou lors d'une réduction de charge) d'un réacteur, la production d'iode 135 s'arrête (ou diminue), ainsi que la consommation du 135Xe. Le « réservoir d'iode 135 » se transforme alors encore en 135Xe (avec une demi-vie de 6,7 h). La demi-vie du xénon 135 (avec une demi-vie de 9,2 h) étant supérieure à celle de son père, il y a un effet d'embouteillage : le xénon 135 s'élimine nettement moins vite qu'il n'est formé. Il commence alors par s'accumuler (augmentant ainsi l'anti-réactivité associée), jusqu'à ce que la source d'iode 135 se tarisse et que la désintégration propre du xénon 135 soit suffisante pour l'éliminer progressivement. Le niveau du réservoir xénon passe ainsi par un maximum (au bout d'une dizaine d'heures lors d'un arrêt, ou moins lors d'une réduction de charge), puis tend plus lentement vers zéro.
Le 135Xe étant un poison neutronique de premier ordre, cette augmentation transitoire de la teneur en xénon va correspondre à une perte très importante en réactivité du réacteur, pouvant aller jusqu'à interdire le redémarrage du réacteur. Ainsi, à l'arrêt d'un réacteur, quand l'anti-réactivité apportée par le 135Xe au « pic xénon » est trop importante et que les réserves de réactivité sont insuffisantes (par exemple, en fin de vie du réacteur), le réacteur ne peut plus rediverger pendant quelques heures.

#### Instabilité d'un redémarrage au pic xénon

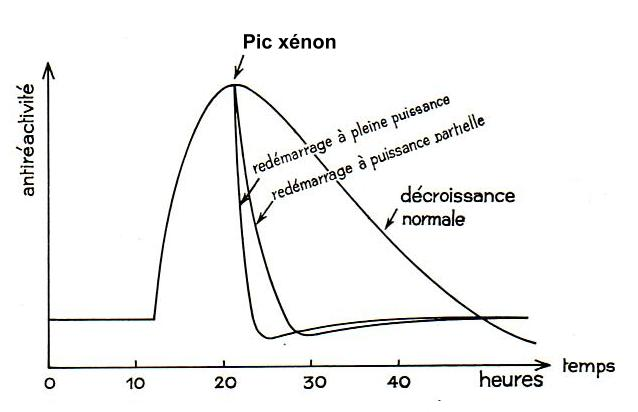
Croquis figurant l'évolution de l'empoisonnement xénon lors d'un redémarrage au « pic ».

Lors d'un redémarrage au moment du « pic xénon », la disparition du xénon par interaction avec le flux provoque un apport de réactivité important, d'autant plus rapide que la puissance est grande et que la quantité de xénon restante est importante. La montée en puissance du réacteur dans ces conditions doit donc être suffisamment lente pour que la variation de réactivité puisse en permanence être compensée par l'action sur les barres de contrôle, faute de quoi le réacteur pourrait s'emballer.
Un non-respect des consignes de sécurité sur l'extraction des barres de contrôle neutronique et une mauvaise préparation de l'essai comptent parmi les évènements ayant provoqué l'explosion de ce réacteur le 26 avril 1986. Cet étouffement de la réaction nucléaire s'était produit sur le réacteur 4 de la centrale nucléaire de Tchernobyl à la suite d'une réduction volontaire de puissance. Mais ensuite, afin de maintenir la puissance du réacteur dans le but de réaliser un essai sur la partie non nucléaire de l'installation, les opérateurs ont relevé les barres de contrôle au-delà de la limite autorisée ce qui a fait entrer le réacteur dans une zone de fonctionnement instable (coefficient de vide positif) et provoqué son auto-emballement.

### Instabilités aux changements de régime
Après un temps de fonctionnement suffisant à puissance constante, la concentration en xénon atteindra un premier équilibre dans un réacteur. À ce stade, si la puissance demandée au réacteur augmente d'un palier, l'augmentation de puissance correspond à une augmentation du flux neutronique, qui augmentera à terme tous les flux et toutes les concentrations des éléments de la chaîne xénon (en proportion, la seule différence induite par la puissance de fonctionnement étant le rapport entre les productions de 136Xe et 135Cs). Le point d'équilibre du xénon se déplacera donc vers une plus grande concentration, puisque l'augmentation du flux doit permettre de détruire plus de xénon. Cependant, ce nouveau point d'équilibre asymptotique ne sera pas atteint directement.
Dans un premier temps, l'augmentation de puissance ne fait augmenter le réservoir d'iode que linéairement par rapport au temps. Comme 95 % du xénon 135 provient de la désintégration de l'iode 135, la quantité supplémentaire de xénon apportée par la plus grande puissance varie donc initialement en t2. En revanche, la vitesse de dégradation du xénon est proportionnelle à la puissance du réacteur : le déficit en xénon résultant de cette destruction est donc initialement proportionnel au temps. L'effet linéaire étant prédominant par rapport à l'effet quadratique, le bilan sera initialement une destruction nette de xénon.
La concentration en xénon suit donc une dynamique paradoxale : dans un premier temps la hausse de puissance entraîne (à l'échelle de l'heure) une diminution transitoire de cette concentration, qui ne rejoint son niveau d'équilibre plus élevé que dans un deuxième temps (à l'échelle de la journée). Par ailleurs, comme le xénon 135 est un poison à neutrons, sa baisse de concentration augmente la réactivité du cœur, et donc la puissance du réacteur, ce qui est compensé par l’insertion des barres de contrôle.
Donc, quand la puissance du réacteur doit être augmentée d'un palier, on verra d’abord les barres de contrôle se lever pour augmenter la puissance, puis se baisser (pour compenser la consommation de xénon) puis repasser au-dessus du niveau initial quand l'équilibre est atteint (pour compenser la quantité de xénon à présent plus importante). Ces variations de réactivité sont suffisamment lentes pour ne pas poser en soi de problème de pilotage, à condition que les réserves de réactivité et d'anti-réactivité soient suffisantes pour maintenir en permanence le réacteur dans une plage de fonctionnement où il peut être piloté, ce qui peut imposer des limites sur la vitesse de variation de la puissance du réacteur.
Lorsque la puissance du réacteur doit être diminuée, le processus ci-dessus est inversé. Toutes choses égales par ailleurs, la baisse de puissance provoque une accumulation de xénon 135 neutrophage, qui tend à diminuer encore plus la puissance. Si le réacteur n'a pas de réserve de réactivité suffisante, cette accumulation peut rendre impossible une stabilisation du réacteur en fonctionnement à faible puissance, après un passage à forte puissance, et provoquer un arrêt du réacteur, par étouffement sous l'effet du pic de xénon non contrôlé.

### Oscillations dans la distribution de puissance
L'anti-réactivité locale introduite par la concentration en xénon peut provoquer des oscillations dues au xénon, radiales ou axiales,,. Le mécanisme de cette rétroaction passe par quatre étapes :
| Une augmentation locale du flux neutronique dans le cœur (induite, par exemple, par un retrait des barres de contrôle servant à ajuster la puissance du réacteur) va provoquer un écart (radial ou axial) par rapport à la distribution de puissance.Comme expliqué précédemment, la section efficace du xénon rend instable la distribution de puissance. Dans les zones où le flux a augmenté, le 135Xe est consommé plus rapidement, ce qui augmente la réactivité et donc la puissance locale.L'ensemble accentue le déséquilibre initial. Le déséquilibre s'accentue jusqu'à ce que l'effet thermique soit suffisant pour compenser la différence de réactivité. | Comme le réacteur est piloté pour fonctionner à puissance globale constante, une augmentation locale de puissance impose une diminution de puissance dans les autres parties du cœur.Comme expliqué précédemment, la section efficace du xénon rend instable la distribution de puissance.Dans les zones où la puissance a baissé, l'accumulation locale de 135Xe entraîne une baisse de puissance locale. L'ensemble accentue le déséquilibre initial. Le déséquilibre s'accentue jusqu'à ce que l'effet thermique soit suffisant pour compenser la différence de réactivité. |
| Dans les zones de haut flux, la concentration en 135I produit par les fissions augmente alors progressivement. L'augmentation de la concentration en 135I finit par être suffisante pour rétablir la production de 135Xe, et faire remonter sa concentration au niveau d'équilibre correspondant à la puissance locale, ce qui ramène à une valeur d'équilibre la contre-réactivité due au 135Xe. | Dans les zones de flux moindre, la concentration en 135I produit par les fissions diminue progressivement. La diminution de la concentration en 135I ralentit la production de 135Xe, et fait diminuer sa concentration, diminuant la contre-réactivité due au 135Xe. |
| Quand l'équilibre de réactivité est atteint, la concentration en 135I est au-dessus de sa valeur d'équilibre, et continue à produire plus de 135Xe que le flux local ne peut en consommer. La réactivité de la zone diminue au-delà de sa valeur d'équilibre, conduisant à une baisse locale du flux neutronique dans le cœur, plus ou moins amortie par la baisse de température. | Dans les zones de faible flux, la concentration en 135I tombe en-dessous de sa valeur d'équilibre, ce qui entraîne un déficit dans la production de 135Xe. La réactivité de la zone augmente au-delà de sa valeur d'équilibre. |
| L'instabilité au changement de régime joue alors dans l'autre sens, accentuant la baisse de puissance locale dans la zone précédemment en excès. | Le réacteur étant piloté pour fonctionner à puissance constante, cette baisse de puissance locale est compensée par la hausse concomitante de puissance dans les zones où le flux avait été réduit : le déséquilibre (radial ou axial) s'inverse. |
| Dans la zone à présent de bas flux, étouffées par un excès de 135Xe, la production en 135I passe en-dessous de sa valeur d'équilibre, et malgré une consommation moindre par capture neutronique, la concentration en 135Xe diminue lentement par décroissance radioactive. Au bout d'un certain temps, la contre-réactivité s'élimine et retrouve une valeur d'équilibre, mais dans une zone à présent déficitaire en 135I, ce qui provoquera à terme un déficit en 135Xe, une augmentation locale du flux, et enclenchera un nouveau cycle. | La zone précédemment à bas flux devient à haut flux : la dissymétrie a été inversée par rapport à la situation initiale. |

La répétition du cycle déplace les déséquilibres de distribution de puissance dans le cœur, avec une périodicité de l'ordre de 15 heures.
Ces oscillations peuvent induire des déséquilibres dans la distribution de puissance d'un facteur trois voire plus. Un tel déséquilibre peut créer un point chaud dans le réacteur et mettre en danger les éléments combustibles.
Dans un réacteur présentant un coefficient de température fortement négatif, ces oscillations sont réduites assez rapidement.
Afin de contrôler le déséquilibre de puissance axial, l'instrumentation des REP informe en permanence l'exploitant de sa valeur (axial-offset (Dpmax)).
À l'apparition d'une oscillation xénon, l'exploitant du réacteur se doit de la contenir par un « contre-pilotage » adapté (ajustement des barres de réglage et de la concentration en bore), avant d'atteindre les limites de fonctionnement du réacteur nécessitant une baisse de puissance, et éventuellement, son arrêt automatique par action des systèmes de protection.
Cette instabilité ne peut apparaître que dans les grands réacteurs, la diffusion des neutrons étant suffisante pour gommer les écarts de concentration à petite échelle. Les petits réacteurs non soumis à ces oscillations xénon sont dits : réacteurs couplés[réf. nécessaire].

## Quelques équations
On donne les équations du phénomène de l'empoisonnement au xénon et les ordres de grandeurs dans le cas d'un réacteur de caractéristiques proches d'un REP 900 MWe.
On évalue en un premier temps les quantités d'iode et de xénon formées en fonction du flux (donc de la puissance du réacteur), on apprécie ensuite l'effet négatif sur la réactivité du cœur apporté par le xénon.
Les données et notations sont celles de l'article flux neutronique
| Grandeur physique                   | Notation          | Valeur  | Unité    | Grandeur physique                                  | Notation                  | Valeur     | Unité   |
| ----------------------------------- | ----------------- | ------- | -------- | -------------------------------------------------- | ------------------------- | ---------- | ------- |
| Puissance thermique du cœur         | {\displaystyle W} | 2 768   | MW       | Température moyenne de l'eau primaire dans le cœur | Tm                        | 304,5      | °C      |
| Masse d’uranium                     | MU                | 72 367  | kg       | Flux neutronique thermique                         | {\displaystyle \phi }     |            | n/cm2/s |
| Enrichissement moyen en uranium 235 |                   | 2,433 % | sans dim | Flux neutronique thermique à l'équilibre           | {\displaystyle \phi _{o}} | 3,2 × 1013 | n/cm2/s |
| Volume du cœur                      |                   | 26,571  | m3       | Concentration en iode 135                          | {\displaystyle I}         |            | at/cm3  |
|                                     |                   |         |          | Concentration en iode 135 à l'équilibre            | {\displaystyle I_{o}}     |            | at/cm3  |
|                                     |                   |         |          | Concentration en xénon 135                         | {\displaystyle X}         |            | at/cm3  |
|                                     |                   |         |          | Concentration en xénon 135 à l'équilibre           | {\displaystyle X_{o}}     |            | at/cm3  |

| Grandeur physique                                                                                  | Notation                     | Valeur         | Unité    | Grandeur physique                                                                      | Notation                     | Valeur        | Unité    |
| -------------------------------------------------------------------------------------------------- | ---------------------------- | -------------- | -------- | -------------------------------------------------------------------------------------- | ---------------------------- | ------------- | -------- |
| Rendement de fission de l'iode 135                                                                 | {\displaystyle \gamma _{i}}  | 0,064          | sans dim | Masse d’uranium 235 = 72 367 × 2,433 %                                                 | MU5                          | 1 760,93      | kg       |
| Rendement de fission du xénon 135                                                                  | {\displaystyle \gamma _{x}}  | 0,004          | sans dim | Masse d'eau primaire dans le cœur                                                      |                              | 11 073,8      | kg       |
| Période de l'iode 135 = 6,58 × 3 600                                                               |                              | 24 1710        | s        | Concentration des atomes d'uranium 235 dans le cœur                                    | {\displaystyle U_{5}}        |               | at/cm3   |
| Constante radioactive de l'iode 135 = ln(2)/(6,58 × 3 600)                                         | {\displaystyle \lambda _{i}} | 2,926 × 10−5   | s−1      | Concentration des atomes d'hydrogène dans le cœur                                      | {\displaystyle H}            |               | at/cm3   |
| Période du xénon 135 = 9,17 × 3 600                                                                |                              | 33 012         | s        | Masse de zirconium dans le cœur                                                        |                              | 19 096        | kg       |
| Constante radioactive du xénon 135 = ln(2)/ 33 012                                                 | {\displaystyle \lambda _{x}} | 2,099 6 × 10−5 | s−1      | Concentration des atomes d'oxygène du modérateur dans le cœur                          | {\displaystyle O_{m}}        |               | at/cm3   |
| Section efficace microscopique de capture d'un neutron par l'iode 135 = 7 barn                     | {\displaystyle \sigma _{i}}  | 7 × 10−24      | cm2      | Facteur de fissions rapides                                                            | {\displaystyle \varepsilon } | 1,07          | sans dim |
| Section efficace microscopique de capture d'un neutron par le xénon 135 = 2,65 × 106 barn          | {\displaystyle \sigma _{x}}  | 2,65 × 10−18   | cm2      | Section efficace microscopique de fission thermique de l'uranium 235 = 579,5 barn      | {\displaystyle \sigma _{f}}  | 5,795 × 10−22 | cm2      |
| Section efficace microscopique de capture d'un neutron par le xénon 135 = 2,65 × 106 barn          | {\displaystyle \sigma _{x}}  | 2,65 × 10−18   | cm2      | Section efficace macroscopique de fission thermique                                    | {\displaystyle \Sigma _{f}}  | 0,098 40      | cm−1     |
| Section efficace macroscopique de capture d'un neutron par le xénon 135                            | {\displaystyle \Sigma _{x}}  |                | cm−1     | Section efficace macroscopique d'absorption d'un neutron thermique dans le combustible | {\displaystyle \Sigma _{u}}  |               | cm−1     |
| Section efficace microscopique de fission de l'uranium 235 =                                       | {\displaystyle \sigma _{f}}  | 579,5          | barn     | Concentration des atomes de zirconium dans le cœur                                     | {\displaystyle Z}            |               | at/cm3   |
| Section efficace microscopique d'absorption par l'uranium 235 =                                    | {\displaystyle \sigma _{a}}  | 679,9          | barn     | Facteur d'utilisation thermique avant empoisonnement xénon                             | {\displaystyle f}            |               | sans dim |
| Section efficace microscopique de capture d'un neutron thermique par l'oxygène = 0,267 × 10−3 barn | {\displaystyle \sigma _{o}}  | 0,267 × 10−27  | cm2      | Facteur d'utilisation thermique après empoisonnement xénon                             | {\displaystyle f'}           |               | sans dim |
| Section efficace microscopique de capture d'un neutron thermique par le zirconium = 0,182 barn     | {\displaystyle \sigma _{z}}  | 0,182 × 10−24  | cm2      | Réactivité du cœur avant empoisonnement xénon                                          | {\displaystyle \rho }        |               | pcm      |
| Section efficace macroscopique de capture d'un neutron thermique dans le modérateur                | {\displaystyle \Sigma _{m}}  |                | cm−1     | Réactivité du cœur après empoisonnement xénon                                          | {\displaystyle \rho '}       |               | pcm      |
| Section efficace microscopique de capture d'un neutron thermique par l'hydrogène = 0,332 barn      | {\displaystyle \sigma _{h}}  | 0,332 × 10−24  | cm2      | Concentration des atomes d'oxygène du combustible dans le cœur                         | {\displaystyle O_{u}}        |               | at/cm3   |
| Section efficace microscopique de capture d'un neutron thermique par l'uranium 238 = 2,72 barn     | {\displaystyle \sigma _{8}}  | 2,72 × 10−24   | cm2      |                                                                                        |                              |               |          |

### Évolution de la concentration en iode 135
- Lors d'un démarrage et d'une montée en puissance de quelques dizaines de minutes[Note 4], suivie d'un palier, à partir d'une situation cœur vierge sans iode ni xénon, l'iode atteint sa valeur d'équilibre au bout d'un temps de l'ordre de : {\displaystyle {1 \over \lambda _{i}}} = 9,5 h

- La concentration à l'équilibre s'écrit :

|  | {\displaystyle I_{o}={\gamma _{i}\times \Sigma _{f} \over \lambda _{i}+\sigma _{i}\times \Phi _{o}}\times \Phi _{o}\approxeq {\gamma _{i}\times \Sigma _{f} \over \lambda _{i}}\times \Phi _{o}=6{,}886\times 10^{15}} at/cm3 |

- On peut voir que la concentration à l'équilibre est proportionnelle à la valeur du flux ; plus le flux est élevé plus il y a d'iode.
- La fonction générale donnant I(t) à partir d'un démarrage sans iode ni xénon est la suivante:

{\displaystyle I(t)=I_{o}\times (1-e^{-\lambda _{i}\times t})} 
{\displaystyle I(t)={\gamma _{i} \over \lambda _{i}}\times \Sigma _{f}\times \Phi _{o}\times (1-e^{-\lambda _{i}\times t})} 
Si le flux est variable, on remplace Φo par Φ(t)
{\displaystyle I(t)={\gamma _{i} \over \lambda _{i}}\times \Sigma _{f}\times \Phi (t)\times (1-e^{-\lambda _{i}\times t})}

### Évolution de la concentration en xénon 135
- Lors d'un démarrage et d'une montée en puissance de quelques dizaines de minutes suivie d'un palier, à partir d'une situation cœur vierge sans iode ni xénon, le xénon atteint sa valeur d'équilibre au bout d'un temps supérieur à celui de l'iode ; dit de façon simpliste, il faut attendre que l'iode ait atteint un régime stable pour que le xénon soit à l'équilibre.
- La concentration à l'équilibre s'écrit :

|  | {\displaystyle X_{o}={(\gamma _{x}+\gamma _{i})\times \Sigma _{f}\times \Phi _{o} \over \lambda _{x}+\sigma _{x}\times \Phi _{o}}=2{,}024\times 10^{15}} at/cm3 |

- On peut voir que si le flux augmente la concentration en xénon à l'équilibre plafonne vers la valeur :

{\displaystyle X_{omax}={\frac {\gamma _{x}+\gamma _{i}\times \Sigma _{f}}{\sigma _{x}}}=2{,}525\times 10^{15}} at/cm3
qui ne dépend pas du flux. Ce résultat est à rapprocher de celui concernant l'iode dont la concentration est proportionnelle au flux.
Dans le cas d'un réacteur à flux élevé il y a une réserve d'iode d'autant plus importante en valeur relative devant le xénon présent dans le cœur à l'équilibre que le flux est élevé. Le "pic de xénon" suivant un arrêt du réacteur en sera d'autant plus important.
- Il est instructif d'évaluer le rapport {\displaystyle {I_{o} \over X_{o}}} qui exprime le rapport entre "la réserve d' iode" destinée à se transformer en xénon après un arrêt et la concentration de xénon déjà présent dans le cœur à l'équilibre. Ce rapport rend compte de l'ampleur du "pic" xénon qui suivra un arrêt :

{\displaystyle {I_{o} \over X_{o}}={{\gamma _{i}\times \Sigma _{f}\times \Phi _{o} \over \lambda _{i}} \over {(\gamma _{i}+\gamma _{x})\times \Sigma _{f}\times \Phi _{o} \over \lambda _{x}+\sigma _{x}\times \Phi _{o}}}={\gamma _{i} \over \gamma _{i}+\gamma _{x}}\times {\lambda _{x}+\sigma _{x}\times \Phi _{o} \over \lambda _{i}}}
Le rapport le rapport {\displaystyle {I_{o} \over X_{o}}} augmente avec la valeur du flux. {\displaystyle .~\gamma _{i}~\gamma _{x}~\sigma _{x}~\lambda _{x}~et~\lambda _{i}~.} sont des constantes physiques, le rapport {\displaystyle {I_{o} \over X_{o}}} dépend du dessin du réacteur considéré uniquement par la valeur du flux lequel est inversement proportionnel à la concentration moyenne de matière fissile présente dans le cœur. Plus l'usure du combustible est importante plus la concentration du xénon à l'équilibre est faible en valeur relative devant la quantité d'iode "stockée" conduisant à un effet de "pic" accru.
La fonction générale donnant X(t) en cas de démarrage cœur vierge sans iode ni xénon est assez lourde :
{\displaystyle X(t)=X_{o}\times \left[1+{1 \over \gamma _{i}+\gamma _{x}}\times \left({\gamma _{i}\times \lambda _{i} \over \lambda _{x}-\lambda _{i}+\sigma _{x}\times \Phi _{o}}-\gamma _{x}\right)\times e^{-(\lambda _{x}+\sigma _{x}\times \Phi _{o})\times t}-{\gamma _{i} \over \gamma _{i}+\gamma _{x}}\times \left({\lambda _{x}+\sigma _{x}\times \Phi _{o} \over \lambda _{x}-\lambda _{i}+\sigma _{x}\times \Phi _{o}}\right)\times e^{-\lambda _{i}\times t}\right]} 
avec Xo = valeur à l'équilibre
- Si le flux est variable, on remplace Φo par Φ(t)

- Si Φ(t) reste constant, le deuxième terme de l'équation converge assez lentement vers la valeur 1.

- Dans le cas d'un arrêt rapide du réacteur à partir d'un régime permanent initial établi (le cas du "pic xénon") :

{\displaystyle I(t)={\gamma _{i}\times \Sigma _{f} \over \lambda _{i}}\times \Phi _{o}\times e^{-\lambda _{i}\times t}}
{\displaystyle X(t)=\Sigma _{f}\times \Phi _{o}\times \left[{\gamma _{i} \over \lambda _{x}-\lambda _{i}}\times e^{-\lambda _{i}\times t}+\left({\gamma _{i}+\gamma _{x} \over \lambda _{x}+\sigma _{x}\times \Phi _{o}}-{\gamma _{i} \over \lambda _{x}-\lambda _{i}}\right)\times e^{-\lambda _{x}\times t}\right]}
On en déduit l'instant du « pic » suivant un arrêt rapide après une marche continue à pleine puissance :
{\displaystyle t_{pic}={1 \over \lambda _{x}-\lambda _{i}}\times \ln \left[{\lambda _{x}\times (\lambda _{x}-\lambda _{i}) \over \lambda _{i}\times \gamma _{i}}\times \left({\gamma _{i} \over \lambda _{x}-\lambda _{i}}-{\gamma _{i}+\gamma _{x} \over \lambda _{x}+\sigma _{x}\times \Phi _{o}}\right)\right]}
Dans l'exemple type choisi on trouve tpic = 3,051 × 104 s = 8,47 h. Plus le flux est élevé plus le pic est tardif et ample.
- En pratique dans les réacteurs de puissance, un calculateur effectue un calcul "pas à pas" qui suit l'évolution constatée de la puissance, tient compte de l'ensemble des facteurs et donne aux exploitants une prévision entretenue de l'évolution du xénon post arrêt du réacteur survenant inopinément ou suivant un programme de fonctionnement prévisionnel.

### Empoisonnement xénon - Effet en réactivité
- Parmi les 4 facteurs de la formule {\displaystyle k_{\infty }=\varepsilon \times \eta \times p\times f}, c'est le facteur f qui est affecté par la présence du xénon 135 formé

Cœur vierge avant empoisonnement : {\displaystyle f={\frac {\Sigma _{u}}{\Sigma _{u}+\Sigma _{m}}}}
Après empoisonnement {\displaystyle f'={\frac {\Sigma _{u}}{\Sigma _{u}+\Sigma _{m}+\Sigma _{x}}}}
{\displaystyle {f' \over f}=0{,}964\,06={k_{eff}' \over k_{eff}}={e^{\rho '} \over e^{\rho }}=e^{\rho '-\rho }}
{\displaystyle \rho '-\rho =100\,000\times \ln(0{,}964\,06)=} -3 660 pcm